# Jenna Jameson
Jenna Jameson (født Jenna Marie Massoli; 9. april 1974), er en tidligere amerikansk pornoskuespillerinde, som er blevet kaldt verdens mest berømte pornostjerne samt "Dronningen af porno". Hun startede for alvor sin karriere i 1993, hvor hun spillede med i flere erotiske film efter at have arbejdet som stripper og model. I løbet af tre år havde hun vundet de tre største filmpriser for nye pornoskuespillere. Hun har siden vundet endnu 20 fornemme porno-priser for sin erotiske og sexede præstationer i diverse pornofilm. Hun er født i Las Vegas og voksede op med sin bedstemor i en campingvogn, efter hendes mor døde af modermærkekræft. I hendes ungdom arbejdede hun som showgirl på forskellige natklubber i Vegas, indtil hun i 1993 gjorde debut i pornobranchen, og har medvirket i 178 pornofilm frem til 2008, hvor hun forlod branchen.
Hun driver i dag ClubJenna, der er et porno- og underholdningsfirma, sammen med sin eksmand Jay Grdina. I 2005 havde ClubJenna en omsætning på 30 millioner dollars med overskud anslået til halvdelen. Derudover har hun blandt andet udgivet bogen How to Make Love Like a Porn Star og støttede aktivt Hillary Clinton under præsidentvalget i 2008.
Jameson har også medvirket i mainstream popkultur, bl.a. med en mindre rolle i Howard Sterns film Private Parts (1997), og siden hen også medvirket på diverse tv-programmer og talkshows. Selvom hun ikke længere medvirker i pornofilm, har hun siden 2013 arbejdet som webcam model. I marts 2009 fødte hun to tvillinge-drenge, som hun fik sammen med sin ekskæreste Tito Ortiz.

## Filmografi

### Udvalgte film
- Up And Cummers 11 (1994, 4-Play Video) – hendes første film
- Cherry Pie (1994, Sin City Video) – hendes første heteroseksuelle film
- Blue Movie (1995, Wicked Pictures)
- Wicked One (1995, Wicked Pictures)
- Jenna Loves Rocco (1996, Vivid)
- Conquest (1996, Wicked Pictures)
- Wicked Weapon (1997, Wicked Pictures / Vidéo Marc Dorcel)
- Satyr (1997, Wicked Pictures)
- Dangerous Tides (1998, Wicked Pictures)
- Flashpoint (1998, Wicked Pictures)
- Hell On Heels (1999, Wicked Pictures)
- Virtual Sex with Jenna Jameson (1999, Digital Playground FX)
- Dream Quest (2000, Wicked Pictures)
- Briana Loves Jenna (2001, Vivid / Club Jenna)
- I Dream of Jenna (2002, Vivid / Club Jenna)
- Bella Loves Jenna (2004, Vivid / Club Jenna)
- The Masseuse (2004, Vivid / Club Jenna)
- Krystal Method (2004, Vivid / Club Jenna)
- The New Devil in Miss Jones (2005, Vivid)
- Janine Loves Jenna (2006, Vivid / Club Jenna)
- Jenna Depraved (2006, Vivid / Club Jenna)

### Tv
- Wild On! (gæste optræden) (1997, E!)
- Nash Bridges (2000, CBS)
- Mister Sterling (2003, NBC)
- Jenna's American Sexstar (2005, Playboy Channel)

## Priser
- 1995 – Hot d'or – "Best New American Starlet"
- 1996 – AVN Awards – "Best New Starlet Award"
- 1996 – AVN Awards – "Best Actress"
- 1996 – AVN Awards – "Couples Sex Scene"
- 1996 – XRCO – "Starlet of the Year"
- 1997 – AVN Awards – "Couples Sex Scene"
- 1997 – AVN Awards – "Couples Sex Scene"
- 1998 – AVN Awards – "Best All-Girl Sex Scene"
- 1998 – Hot d'or – "Best American Actress"
- 1999 – Hot d'or – "Best American Movie"
- 2003 – AVN Awards – "Best All-Girl Sex Scene"
- 2003 – G-Phoria – "Best Female Voice Performance"
- 2004 – XRCO Award – "Best Girl/Girl scene"
- 2005 – AVN Awards – "Best Actress"
- 2005 – AVN Awards – "Couples Sex Scene"
- 2005 – AVN Awards – "Best All-Girl Sex Scene"
- 2005 – XRCO – "Hall of Fame"
- 2005 – XRCO – "Mainstream's Adult Media Favorite Award"
- 2006 – AVN Awards – "Hall of Fame"
- 2006 – AVN Awards – "Best Supporting Actress"
- 2006 – AVN Awards – "Best All-Girl Sex Scene"
- 2006 – AVN Awards – "Crossover Star of the Year"